# Sukanya Cholasuek
Sukanya Cholasuek, más conocida por su nombre literario Krisana Asoksin, (Bangkok, 1931) es una escritora tailandesa.

## Biografía
Krisana Asoksin comenzó a escribir a la edad de quince años. Estudió en la escuela Rachini (un prestigioso centro escolar para muchachas cuyo nombre significa escuela de la reina) y tras acabar la enseñanza secundaria pasó dos años estudiando en la Facultad de Comercio y Contabilidad de la Universidad de Thammasat. Después trabajó durante diecisiete años en el Ministerio de Agricultura ejerciendo como bibliotecaria. Durante este periodo ya publicó más de un centenar de novelas y relatos en la revista Sri Sapda. En 1958 publicó en la revista dedicada al público femenino Satri Sarn el relato Wihok Thi Long Tang (El pájaro perdido), que firmó con el seudónimo de K. Asoksin. El éxito de este relato le llevó a dejar de usar los otros nombres de pluma que había ido utilizando. Finalmente, abandonaría su puesto en el ministerio para dedicarse de forma integral a la escritura.

## Estilo e influencias
Se trata de una autora muy prolífica que ha escrito más de ciento cincuenta novelas y una enorme cantidad de relatos cortos. Varias de ellas han sido adaptadas al cine o la televisión.
La mayoría de sus primeras novelas trataban problemas de amor, domésticos y familiares. Pero posteriormente fue evolucionando hacia temas sociales y políticos, en cuyos planteamientos se trasluce un mensaje budista. Es conocida por su sensibilidad hacia los defectos humanos y hacia los sentimientos, así como  por una descripción vívida de los personajes.
Su autora preferida es Dokmai Sot, de quien aprecia su estilo y lenguaje.
Al ser asesinada en 1984 su amiga Suwannee Sukhontha, le dedicó el último capítulo de su libro Wan Warn (Antaño).

## Reconocimientos
Krisana Asoksin ha sido premiada dos veces con el Premio Literario de la SEATO, en 1968 con Rua Manut (La barca humana) y en 1972 con Tawak Tok Din (Puesta de sol). En estas obras trata sobre la avaricia y la lujuria. Su obra Poon Pid Thong (Las apariencias) recibió el Premio de Escritura de Asia Sudoriental en 1982.
Fue nombrada Artista Nacional de Tailandia en el ámbito de la literatura en 1988 y recibió la medalla Gabriela Mistral del gobierno chileno. En 1996 fue nombrada senadora, primera mujer escritora que recibió esta distinción en Tailandia.